# Liste der Monuments historiques in Angluzelles-et-Courcelles
Die Liste der Monuments historiques in Angluzelles-et-Courcelles führt die Monuments historiques in der französischen Gemeinde Angluzelles-et-Courcelles auf.

## Liste der Objekte
| Bezeichnung                       | Beschreibung                          | Standort                                    | Kennzeichnung | Schutzstatus | Datum | Bild |
| --------------------------------- | ------------------------------------- | ------------------------------------------- | ------------- | ------------ | ----- | ---- |
| Prozessionsstab Heiliger Nikolaus | Holz, farbig gefasst, 18. Jahrhundert | Angluzelles, in der Kirche St-Blaise (Lage) | PM51002381    | Inscrit      | 1976  |      |
| Skulptur Heiliger Gervasius       | Holz, farbig gefasst, 16. Jahrhundert | Angluzelles, in der Kirche St-Blaise (Lage) | PM51000016    | Classé       | 1977  |      |
| Taufbecken                        | Stein, 17. Jahrhundert                | Angluzelles, in der Kirche St-Blaise (Lage) | PM51002379    | Inscrit      | 1976  |      |
| Tabernakel                        | Holz, 17. Jahrhundert                 | Angluzelles, in der Kirche St-Blaise (Lage) | PM51002380    | Inscrit      | 1976  |      |
| Skulptur Heiliger Protasius       | Holz, farbig gefasst, 16. Jahrhundert | Angluzelles, in der Kirche St-Blaise (Lage) | PM51002378    | Inscrit      | 1976  |      |